# Carl Andersson i Vaxholm
Carl Andersson i Vaxholm, född 23 december 1830 i Hjortsberga, Småland, död 16 april 1901, var en svensk missionär verksam inom Stockholms stadsmission, Vaxholms missionsförbund och inom flera av landets fängelser. Han är mest känd för det arbete som han utförde i fängelserna där han ofta träffade folk som dömts till döden. Han skall personligen ha träffat och umgåtts med Alftamördaren, Nils Peter Hagström, Anna Månsdotter och John Filip Nordlund.
Carl Andersson var i ungdomen en ökänd slagskämpe som bedrev gästgiveri i Hössjö i Slätthögs socken i Kronobergs län, vilket blev ett fruktat suptillhåll under hans regim. Under inflytande av en vacker och skönsjungande klockarfru Bergman, omvändes han och inledde sin nya karriär som predikant. Fru Bergman blev sedermera mor till fotografen Justus Bergman, som i sin tur blev far till filmskådespelerskan Ingrid Bergman.